# Золотинка (Черниговская область)
Золоти́нка (укр. Золоти́нка) — село Черниговского района Черниговской области Украины. Население 184 человека. Расположено на берегу реки Золотинка.
Код КОАТУУ: 7425584002. Почтовый индекс: 15572. Телефонный код: +380 462.

## История
Возле сёл Красное и Золотинка обнаружены два поселения эпохи неолита (V—IV тысячелетия до н. э.) и два поселения эпохи бронзы (II тысячелетие до н. э.).

## Власть
Орган местного самоуправления — Красненский сельский совет. Почтовый адрес: 15572, Черниговская обл., Черниговский р-н, с. Красное, ул. Зелёная, 4.

## Галерея

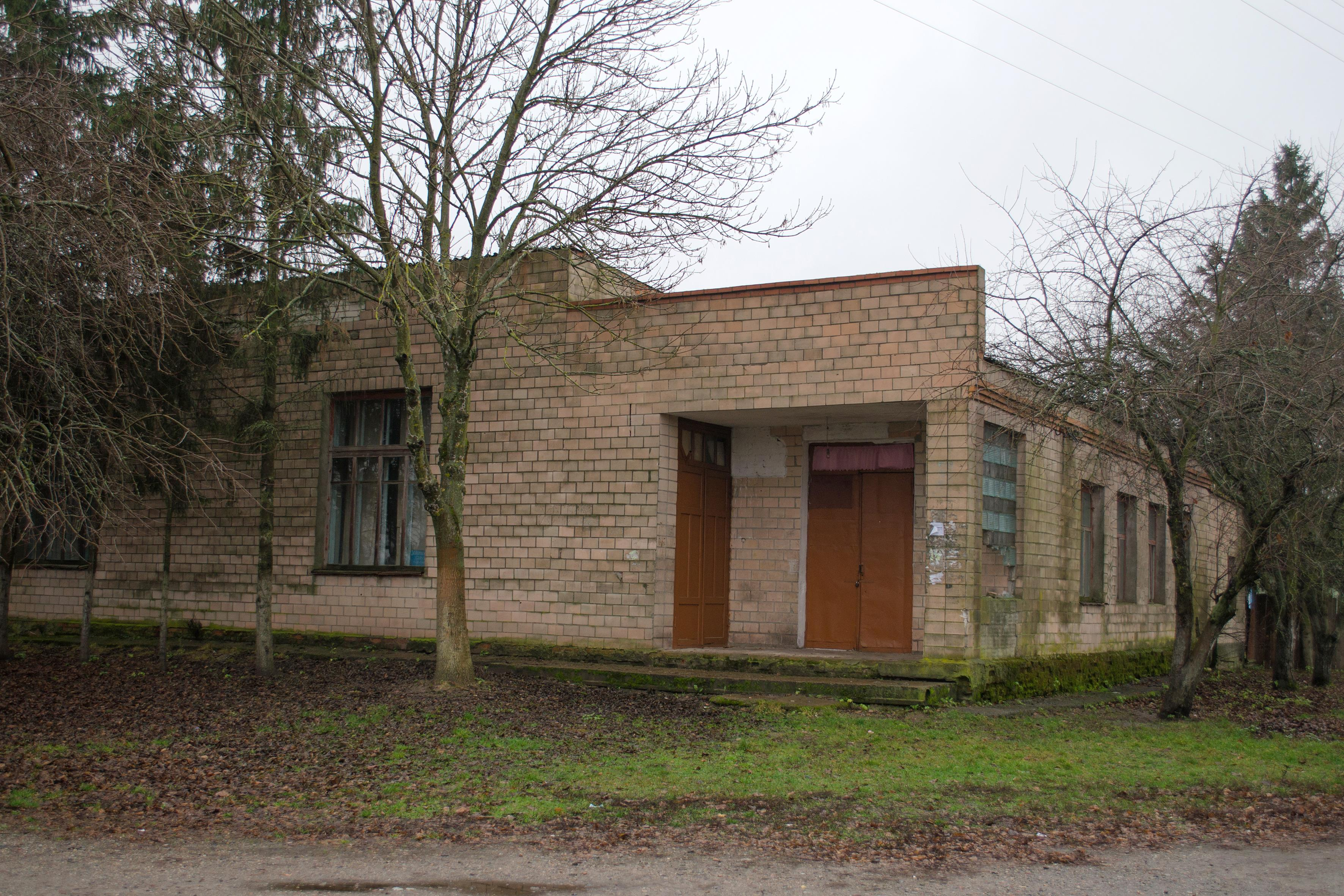
Клуб
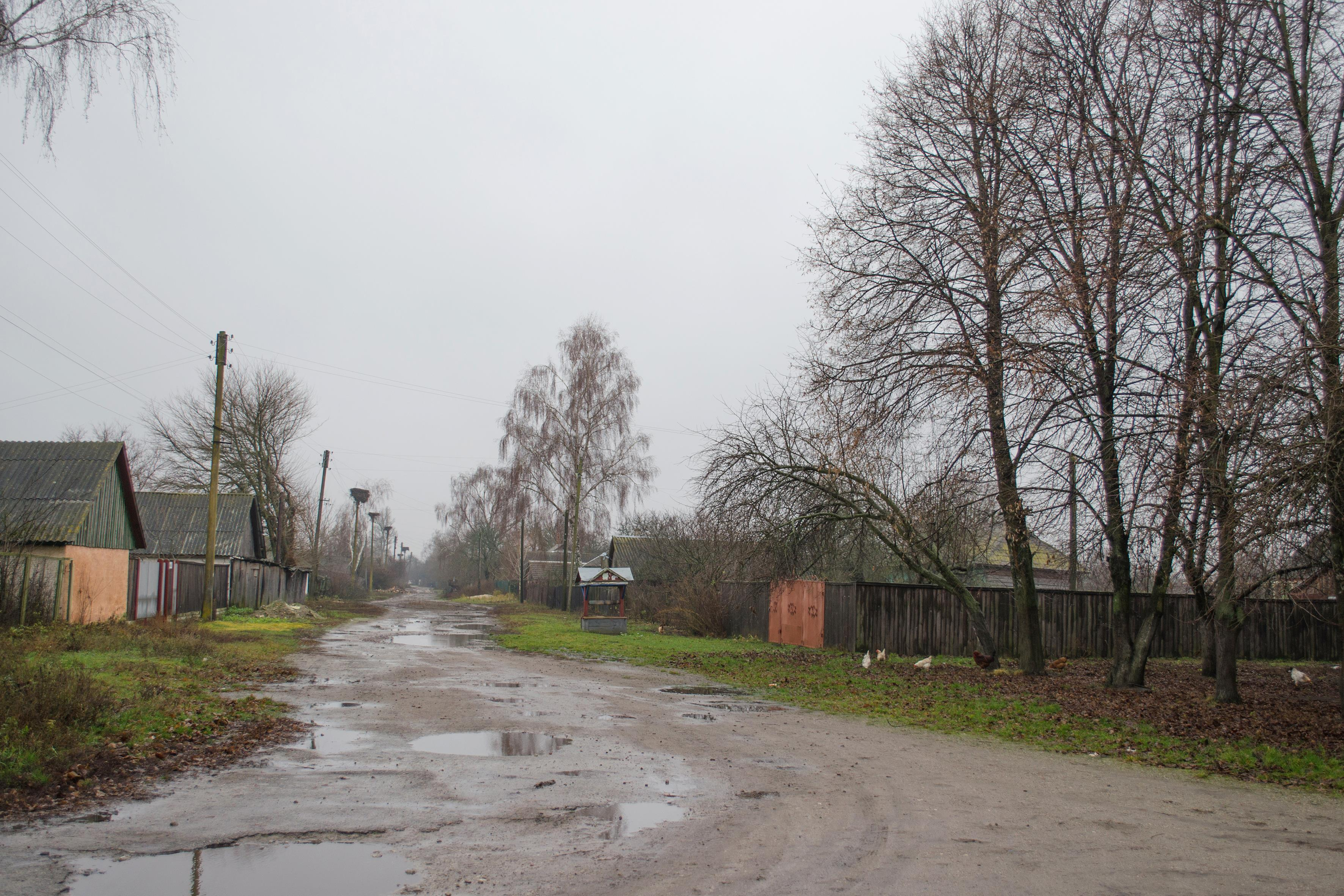
Улица
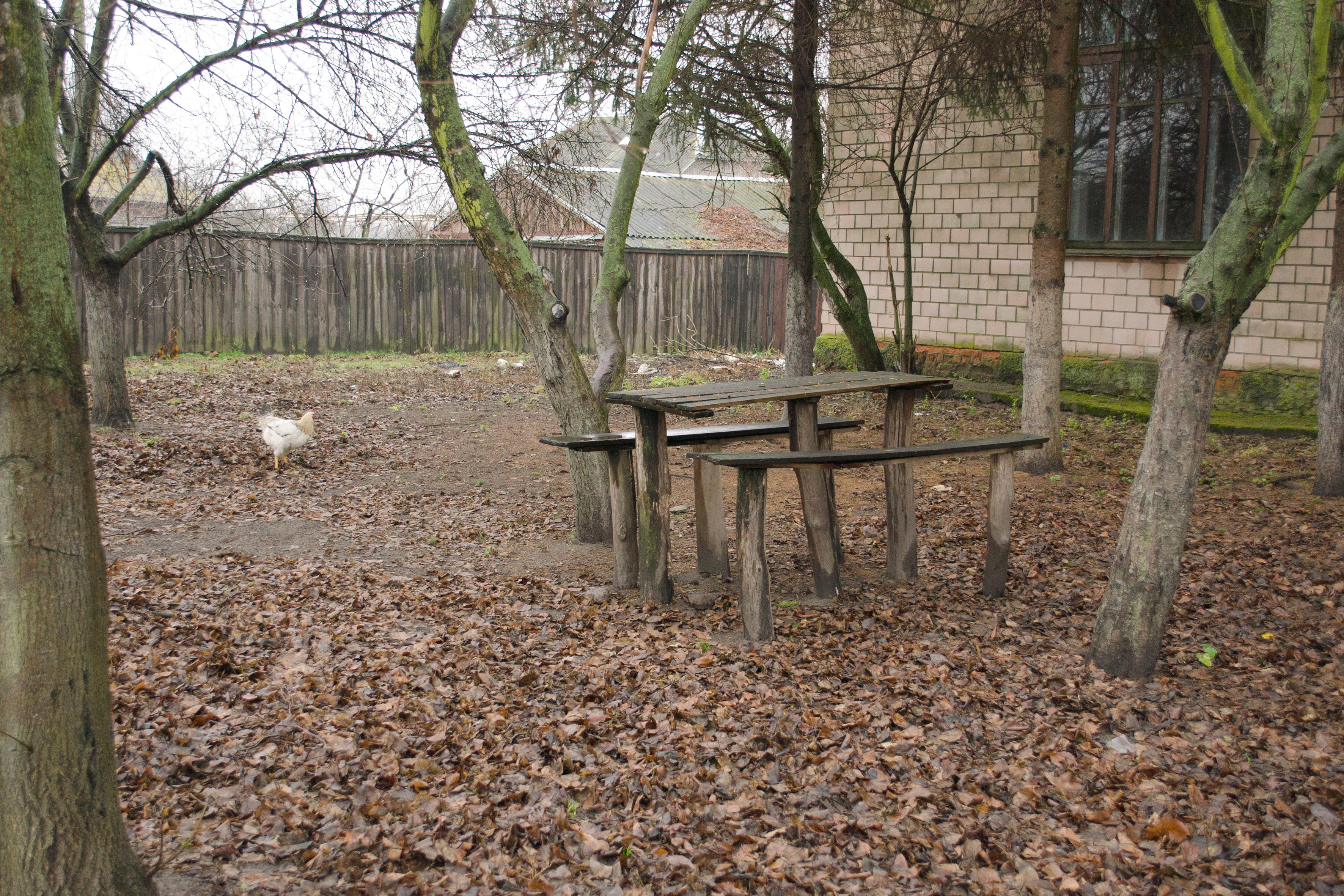
Столик
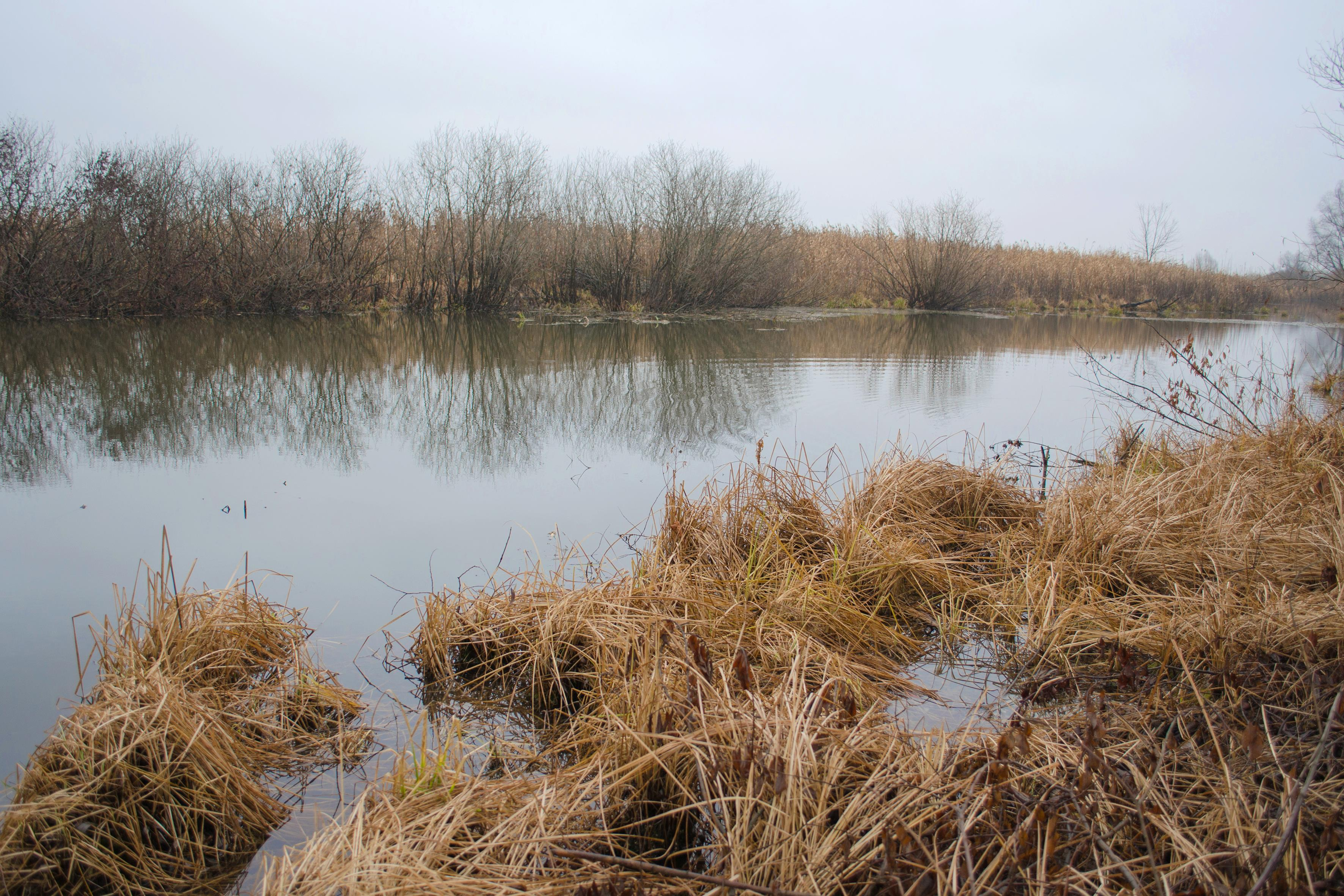
Река Золотинка
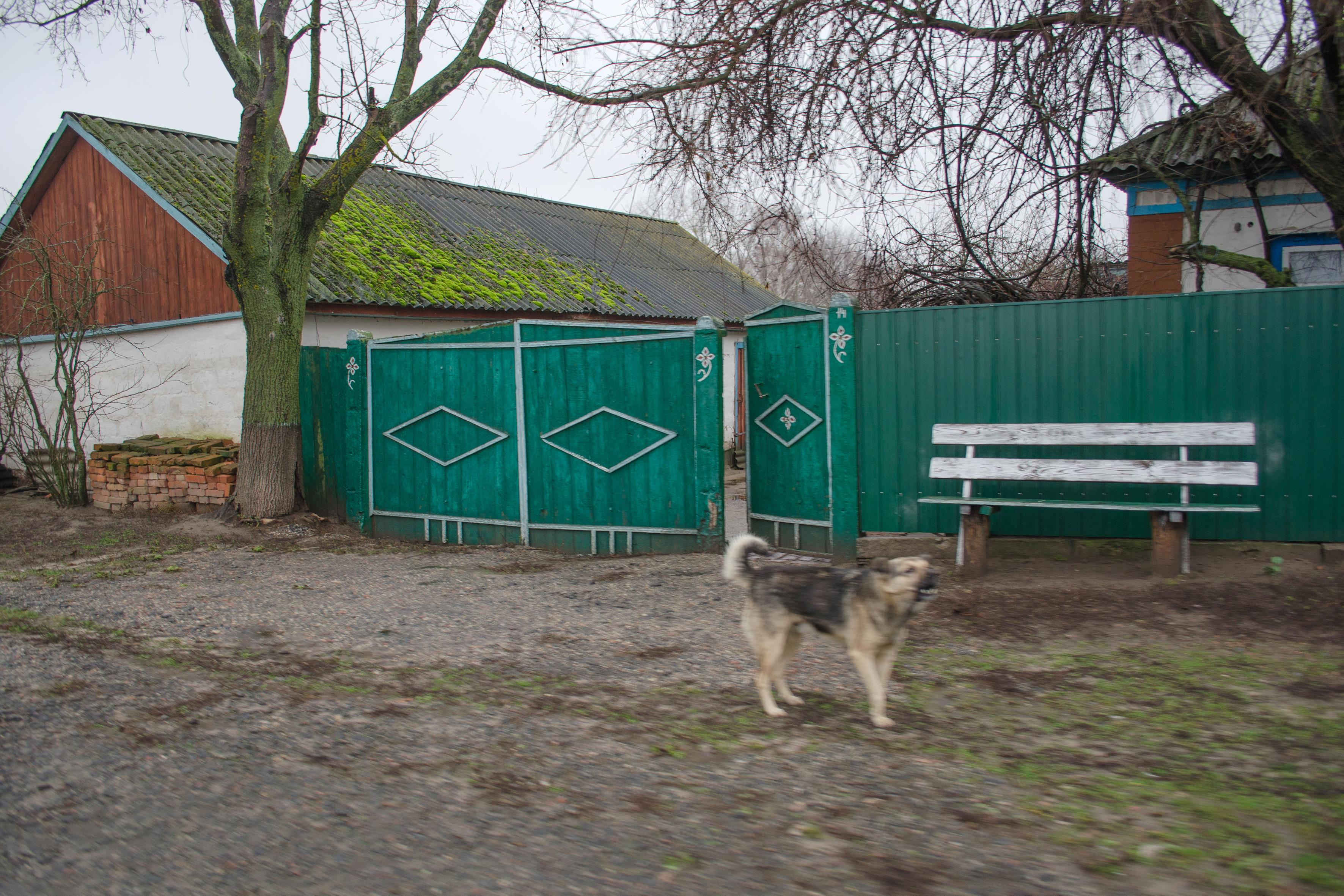
Двор и сторож
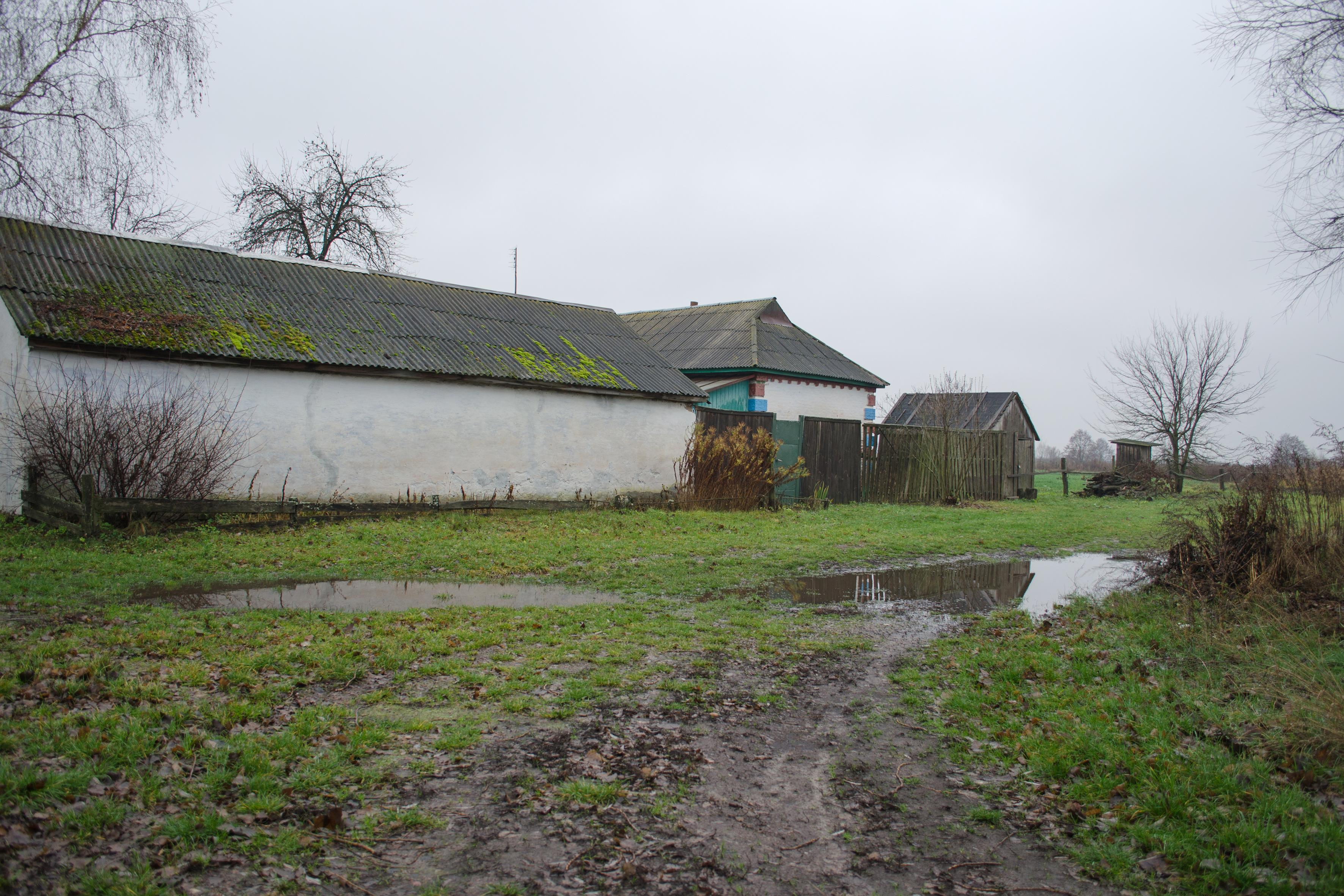
Уголок села
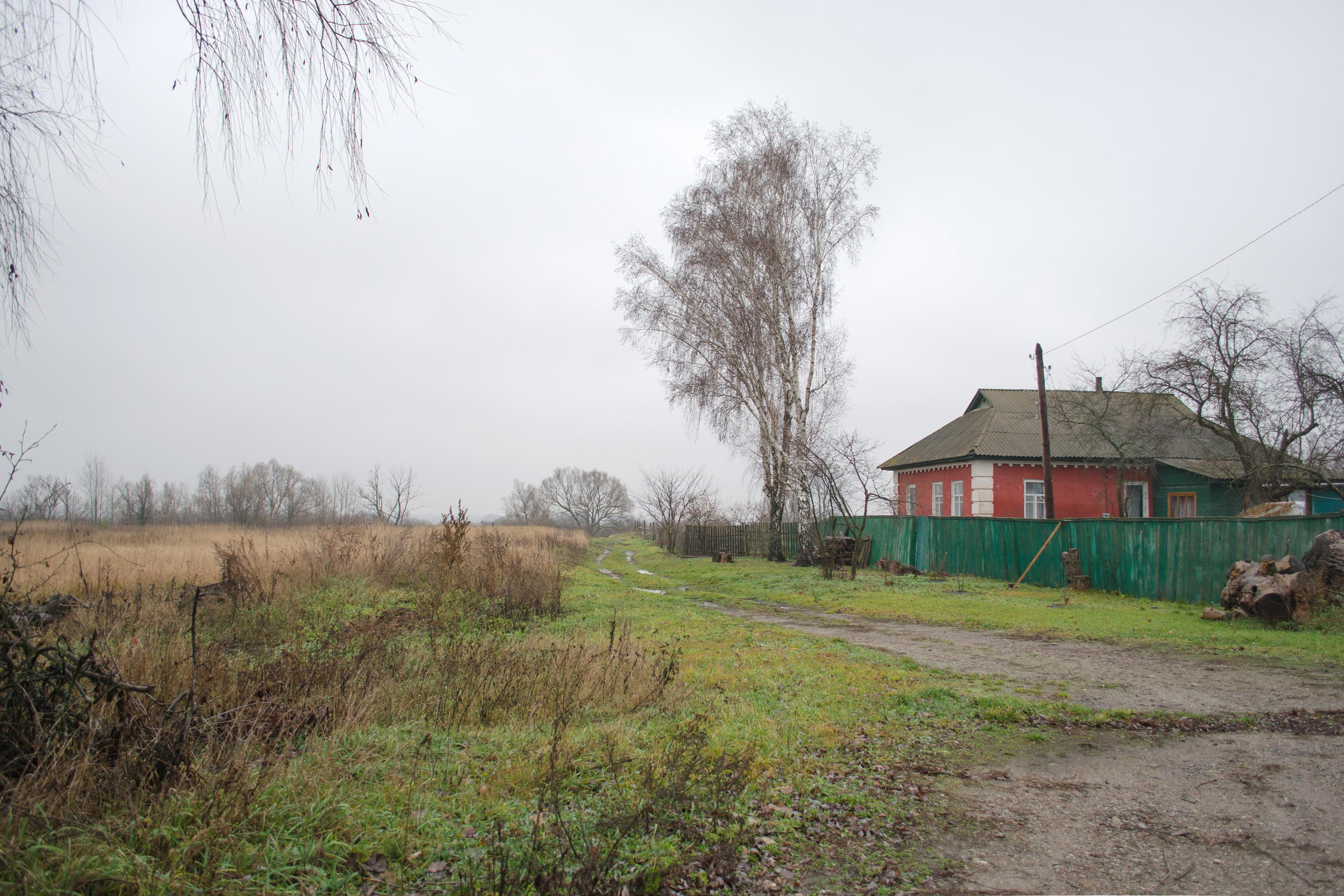
Хата с краю
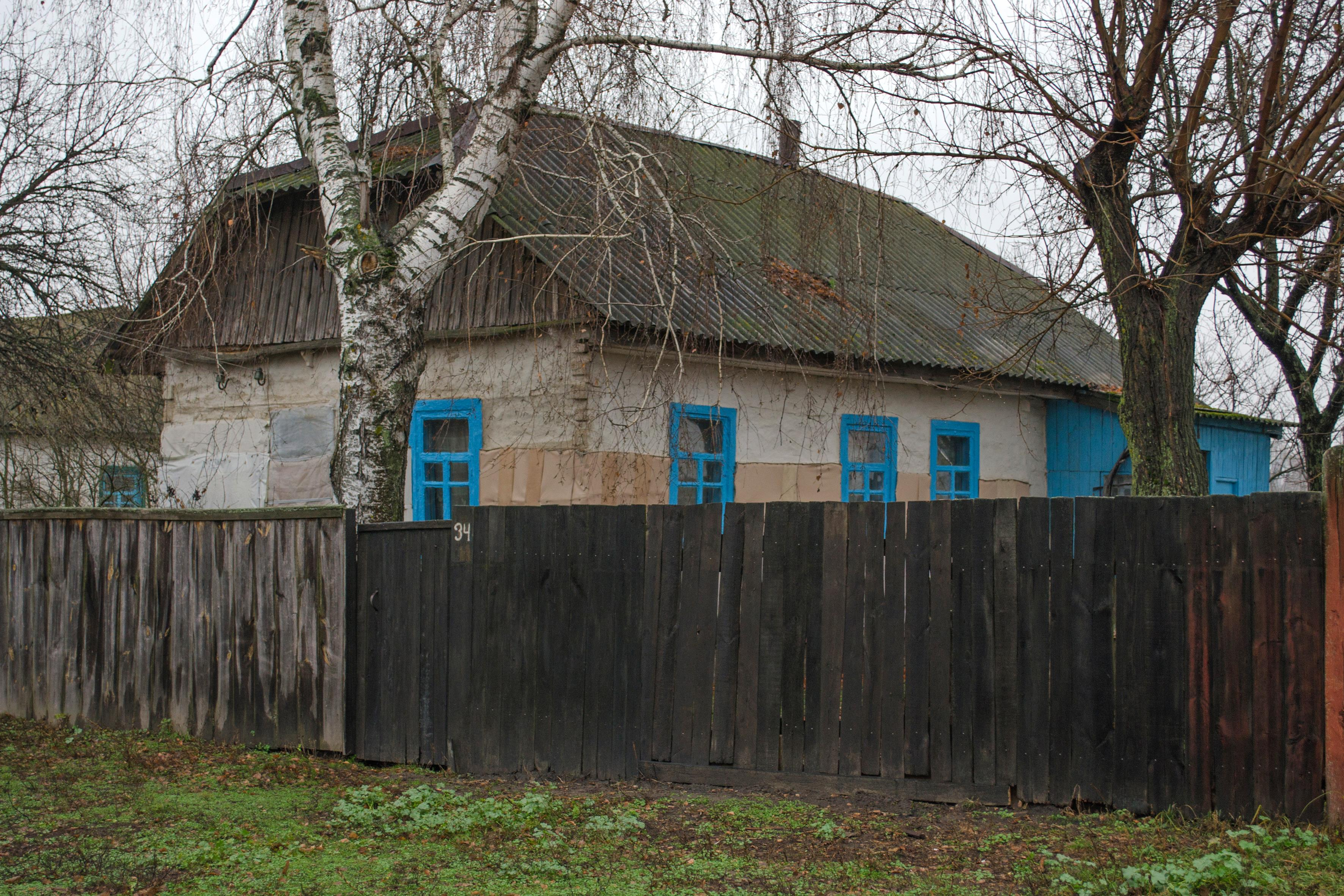
Домик
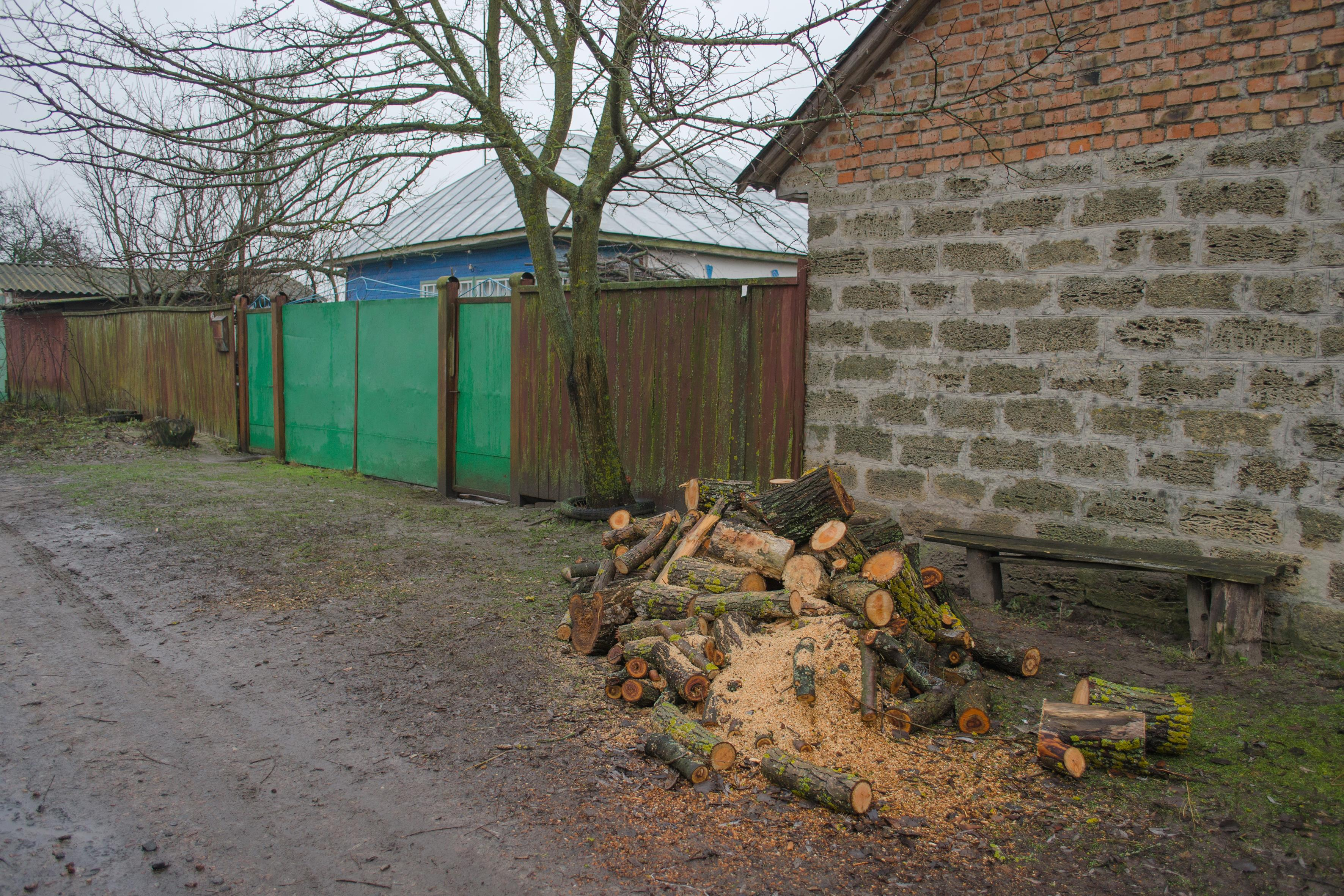
На дворе дрова